# محوطه گوور تپه
محوطه گوور تپه مربوط به دوران‌های تاریخی پس از اسلام است و در شهرستان تاکستان، بخش ضیاء آباد، روستای بوزندان واقع شده و این اثر در تاریخ ۱۷ اسفند ۱۳۸۱ با شمارهٔ ثبت ۷۷۰۲ به‌عنوان یکی از آثار ملی ایران به ثبت رسیده است.